# Medal of Honor: Pacific Assault
Medal of Honor: Pacific Assault je akční počítačová hra žánru FPS, jejíž děj se odehrává na tichomořském bojišti během druhé světové války. Hru vydala společnost EA Games v roce 2004.
Hráč se ocitne v roli vojáka Thomase Conlina, kterého na začátku hry zraní během bitvy o Tarawu, kde bojovala americká námořní pěchota a japonská armáda. V šoku myslí na výcvik, Pearl Harbor, ostrov Makin, Guadalcanal a jiné mise. Jeho kamarádi, s kterými bojoval, se jmenují Frankie Minoso (velitel oddílu), Jimmy Sullivan (zdravotník družstva) a William Gaines (odstřelovač). Přežijí i letecký boj nad mořem, útok na Hendersonovo letiště a noční výsadek na člunech na ostrově Makin.